# Rochlitz
Rochlitz (górnołuż. Rochlica) – miasto w Niemczech, w kraju związkowym Saksonia, w okręgu administracyjnym Chemnitz, w powiecie Mittelsachsen, siedziba wspólnoty administracyjnej Rochlitz. Według danych z roku 2009 miasto liczyło 6361 mieszkańców.

## Historia
Już pomiędzy IX i X wiekiem na terenie miasta znajdowała się słowiańska osada zwana w języku staroserbskim Rochelinzi. W XIII wieku nadano osadzie prawa miejskie. W 1430 roku zostało opanowane przez husytów. Od 1537 roku wprowadzono w mieście reformację. W 1632 i 1681 roku poważnie zniszczone przez pożary. W 1872 roku doprowadzono tutaj kolej. 14 kwietnia 1945 roku zajęte przez oddziały 3. Armii Stanów Zjednoczonych.
W mieście znajduje się zamek Rochlitz, którego początki pochodzą z X w., a przez stulecia znajdował się w rękach Wettynów.

## Współpraca
Miejscowości partnerskie:
- Nettetal, Nadrenia Północna-Westfalia
- Sokółka, Polska